# Tigerbomb
Tigerbomb is de achtste ep van de Amerikaanse indierock-muziekgroep Guided by Voices. De muziek is een mix van het voor de band zo kenmerkende lo-fi en het meer professionele hi-fi. De eerste twee nummers zijn terug te vinden op Alien Lanes, zij het van hogere kwaliteit. Op het compilatiealbum Human Amusements at Hourly Rates staat Alien Lanes' versie van "My Valuable Hunting Knife", maar het van deze ep afkomstige "Game of Pricks".

## Tracklist
1. "My Valuable Hunting Knife"
2. "Game of Pricks" (7"-versie)
3. "Mice Feel Nice (in My Room)"
4. "Not Good for the Mechanism"
5. "Kiss Only the Important Ones"
6. "Dodging Invisible Rays"